# 9696 Jaffe
9696 Jaffe (6628 P-L) là một tiểu hành tinh vành đai chính.